# Kriegsrecht und Ausnahmezustand in der Türkei
Seit 1940 hat es entweder in der gesamten Türkei oder bestimmten Provinzen immer wieder außergewöhnliche Formen des Regierens gegeben. Nach den Artikeln 119–122 der Verfassung der Republik Türkei aus dem Jahre 1982 gibt es vier Formen der ungewöhnlichen Herrschaft: Kriegsrecht (sıkıyönetim), Ausnahmezustand (olağanüstü hal), Mobilmachung (seferberlik) und Kriegszustand (savaş hali).

## Geschichte
Am 27. Dezember 2001 führte der Verfassungsrechtler Prof. Dr. Zafer Üskül in der Tageszeitung Radikal einige Einzelheiten auf. Das erste Gesetz aus dem Jahre 1940 nannte sich Gesetz zur außergewöhnlichen Verwaltung (İdare-i Örfiye Kanunu). Es wurde 1971 durch das Kriegsrecht ersetzt. Das erste Gesetz zu Ausnahmezustand, Mobilmachung und Krieg wurde unter militärischer Herrschaft im Jahre 1983 erlassen. Es war das Gesetz Nr. 2935, verabschiedet am 25. Oktober 1983, veröffentlicht im Amtsblatt der Türkei am 27. Oktober 1983.

## Rechtsgrundlage

### Ausnahmezustand
In den Artikeln 119 und 120 der Verfassung werden als Gründe für die Verhängung des Ausnahmezustands genannt:
Artikel 119In Fällen einer Naturkatastrophe, gefährlicher Seuchen oder einer schweren Wirtschaftskrise kann der unter dem Vorsitz des Präsidenten der Republik zusammentretende Ministerrat in einem Teil oder mehreren Teilen des Landes oder im ganzen Land für eine Dauer von nicht mehr als sechs Monaten den Notstand ausrufen.
Artikel 120Ergeben sich ernsthafte Anzeichen für sich ausbreitende Gewalthandlungen, die auf eine Aufhebung der durch die Verfassung begründeten freiheitlichen demokratischen Ordnung oder der Grundrechte und -freiheiten gerichtet sind, oder wird die öffentliche Ordnung ernsthaft gestört, so kann der unter dem Vorsitz des Präsidenten der Republik zusammentretende Ministerrat nach Einholung der Ansicht des Nationalen Sicherheitsrates in einem Teil oder mehreren Teilen des Landes oder im ganzen Land für eine Dauer von nicht mehr als sechs Monaten den Notstand ausrufen.

### Kriegsrecht
Der Terminus Kriegsrecht wurde in der Übersetzung als Ausnahmezustandsverwaltung wiedergegeben
Artikel 122Aus Gründen der Ausbreitung von Gewalthandlungen, welche auf die Aufhebung der durch die Verfassung anerkannten freiheitlichen demokratischen Ordnung oder der Grundrechte und -freiheiten gerichtet und ernster sind als die die Ausrufung des Notstandes erfordernden Fälle, oder des Auftretens des Kriegsfalles oder einer einen Krieg erfordernden Lage, eines Aufstandes oder einer Unternehmung von gewaltsamen Aktionen gegen das Vaterland oder die Republik oder der Ausbreitung von Gewalthandlungen, welche von innen oder außen die Unteilbarkeit des Landes und der Nation in Gefahr bringen, kann der unter dem Vorsitz des Präsidenten zusammentretende Ministerrat nach Einholung der Ansicht des Nationalen Sicherheitsrates in einem Teil oder in mehreren Teilen des Landes oder im ganzen Land für eine Dauer von nicht mehr als sechs Monaten die Ausnahmezustandsverwaltung [Kriegsrecht] ausrufen.
Die Verlängerung der Ausnahmezustandsverwaltung [Kriegsrecht] um jeweils nicht mehr als vier Monate ist von dem Beschluss der Türkischen Großen Nationalversammlung abhängig. In Fällen des Krieges bedarf es dieser Frist von vier Monaten nicht.
Welche Vorschriften in den Fällen der Ausnahmezustandsverwaltung, der Mobilmachung und des Krieges Anwendung finden und auf welche Art und Weise die Geschäfte geführt werden, die Beziehungen zur Verwaltung, die Art und Weise der Beschränkung oder Aussetzung der Freiheiten und im Falle des Auftretens eines Krieges oder einer einen Krieg erfordernden Lage die den Staatsbürgern aufzuerlegenden Verpflichtungen werden durch Gesetz geregelt.

## Verhängung des Kriegsrechts
Ende 2001 sagte Rechtsprofessor Zafer Üskül, dass 40 der 78 Jahre seit der Gründung der Republik Türkei unter Ausnahmeverwaltung verbracht wurden. Am 25. Dezember 1978 wurde nach dem Pogrom von Kahramanmaraş in 13 Provinzen der Türkei das Kriegsrecht ausgerufen. In den darauffolgenden Monaten wurde es auf 20 Provinzen ausgedehnt. Mit dem Militärputsch in der Türkei 1980 verhängten die fünf Generäle des Generalstabs das Kriegsrecht in allen 67 seinerzeit existierenden Provinzen der Türkei. Ab Dezember 1983 wurde es langsam aufgehoben und teilweise durch Ausnahmezustand ersetzt. Im Juli 1987 wurde das Kriegsrecht in der gesamten Türkei beendet.
Am 1. Juli 1982 legten fünf Länder (Dänemark, Norwegen, Schweden, Frankreich und die Niederlande) eine Staatenklage gegen die Türkei bei der Europäischen Kommission für Menschenrechte ein. Im Dezember 1985 wurde eine gütliche Einigung erzielt, mit der sich die Türkei verpflichtete, das Kriegsrecht in 18 Monaten aufzuheben. Das war einer der Gründe für die Abschaffung des Kriegsrechts und den Übergang zum Ausnahmezustand.

## Ausnahmezustand
Mit der Einrichtung eines Gebietes unter Ausnahmezustand in den Provinzen Bingöl, Diyarbakır, Elazığ, Hakkari, Mardin, Siirt, Tunceli und Van und der Einstufung der Provinzen von Adıyaman, Bitlis und Muş zu Nachbarprovinzen (Mücavir İl) begann am 19. Juli 1987 eine neue Ära. Die gesetzliche Grundlage war die Entschließung 285 mit Gesetzeskraft (285 sayılı Kanun Hükmünde Kararname), mit der ein regionaler Gouverneur für das Gebiet unter Ausnahmezustand ernannt wurde. Das Gebiet und die herrschende Form der Verwaltung wurde bekannt als OHAL (Abkürzung für türkisch Olağanüstü hal ‚der Ausnahmezustand‘).

### OHAL
Der Ausnahmezustand wurde 46 Mal für je vier Monate verlängert. Am 6. Mai 1990 wurden die neu geschaffenen Provinzen Batman und Şırnak in die OHAL-Region aufgenommen. Am 19. März 1994 wurde Bitlis zu einer Nachbarprovinz erklärt. Ab Ende 1994 wurde das Gebiet langsam verkleinert. Elazığ wurde aus dem OHAL-„Verband“ herausgenommen und Adıyaman gehörte nicht mehr zu den Nachbarprovinzen. Am 30. November 1996 wurde Mardin auf eine Nachbarprovinz „zurückgestuft“. So geschah es mit den Provinzen Batman, Bingöl und Bitlis am 6. Oktober 1987. Der Ausnahmezustand wurde in der Provinz Siirt am 30. November 1999, in Van am 30. Juli 2000 und in Hakkari und Tunceli am 30. Juli 2002 beendet. Am 30. November 2002 wurde der OHAL vollständig aufgehoben. Bis zuletzt gehörten die Provinzen Diyarbakır und Şırnak zu diesem Gebiet.
Die regionalen Gouverneure (auch „Supergouverneure“ genannt) waren:
- Hayri Kozakçıoğlu (12. Januar 1987 bis 2. August 1991)
- Necati Çetinkaya (17. August 1991 bis 29. Januar 1992)
- Ünal Erkan (21. Februar 1992 bis 1. November 1995)[10]
- Necati Bilican
- Aydın Arslan (starb 1999 an Herzversagen, als er im Amt war)
- Gökhan Aydıner[11]

Nach 2002 haben die Türkische Streitkräften Teile des OHAL-Gebietes zu Sicherheitszonen (güvenlik bölgesi) erklärt.

### Bilanz nach 15 Jahren OHAL
In einem Artikel haben die Anwälte M. Sezgin Tanrıkulu und Serdar Yavuz (beide in Diyarbakır niedergelassen) einige Daten zu Menschenrechtsverletzungen in der Region unter Ausnahmezustand zwischen 1987 und 2002 präsentiert. Es sind offizielle Zahlen, denn sie wurden am 28. Februar 2003 als Antwort auf eine kleine Anfrage des Abgeordneten für Diyarbakır, Mesut Değer, vom 29. Januar 2003 vom Verteidigungsminister gegeben.
Todesfälle waren:
| Zivilisten | Sicherheitsbeamte | Militante |
| ---------- | ----------------- | --------- |
| 5.105      | 3.541             | 25.344    |
Des Weiteren starben 371 Angehörige der Streitkräfte und 572 Zivilisten durch Explosionen von Minen oder Bomben. In der Region wurden 1.248 politische Morde verübt, von denen 750 aufgeklärt wurden, aber in 421 konnten keine Täter ermittelt werden. In Polizeihaft verstarben 18 Personen und 194 Personen „verschwanden“. Einige wurde in Gefängnissen, bei guter Gesundheit oder tot aufgefunden, aber 132 blieben „verschwunden“. Es gab 1.275 Beschwerden wegen Folter und es wurde in 1.177 Fällen ermittelt. Von den daraufhin eröffneten 296 Verfahren endeten 60 mit einer Verurteilung, wobei in 56 Fällen die Strafen zur Bewährung ausgesetzt wurden.

### Kriegsrecht und Ausnahmezustand ab 2016
Im Zuge des Putschversuchs vom 15. Juli 2016 verhängte die putschende Fraktion der türkischen Streitkräfte das Kriegsrecht über das Land.
Fünf Tage nach dem Scheitern des Putschversuchs verhängte die türkische Regierung (Kabinett Yıldırım) einen Ausnahmezustand für die gesamte Türkei für die Dauer von drei Monaten.
Er trat am 21. Juli für 90 Tage (also bis zum 18. Oktober) in Kraft; am 3. Oktober, am 4. Januar 2017, am 18. April 2017, am 17. Juli 2017 und abermals am 18. Januar 2018 beschloss das Parlament eine Verlängerung um jeweils weitere 90 Tage; er galt damit bis zum 18. Juli 2018.
Nach dem Putschversuch kündigte Präsident Erdoğan massive „Säuberungen“ im Staatsapparat an. Seine Regierung halte den in den USA lebenden Geistlichen Fethullah Gülen für dessen Drahtzieher. Seit dem Putschversuch wurden (Stand 3. November 2016) mehr als 110.000 Beamte, Richter, Staatsanwälte, Polizisten und Soldaten wegen mutmaßlicher Verbindungen zum Gülen-Netzwerk suspendiert oder entlassen, zehntausende wurden verhaftet. Etwa 170 Zeitungen, Zeitschriften, TV-Sender und Nachrichtenagenturen wurden geschlossen.